# Andreas Aarflot
Andreas Aarflot (ur. 1 lipca 1928 w Hunan) – luterański duchowny, misjonarz, biskup Oslo i Berg.
Syn Olava Aaflota i Marie Knudsen. Urodził się w Chinach, gdzie jego rodzice byli misjonarzami. Studia teologiczne ukończył w 1951 roku. W 1970 obronił doktorat z teologii. W 1976 został biskupem Berg. Biskupem Oslo był w latach 1977–1988. Doktor honoris causa Uniwersytetu św. Olafa. W 1979 odznaczony Gwiazdą Komandora Orderu św. Olafa.